# Stadio Polisportivo Provinciale
Het Stadio Polisportivo Provinciale is een voetbalstadion in de Italiaanse stad Erice op het eiland Sicilië. Het is de thuishaven van Trapani Calcio en biedt plaats aan 7.750 toeschouwers. Het stadion werd geopend in 1960.